# Pedro Opeka

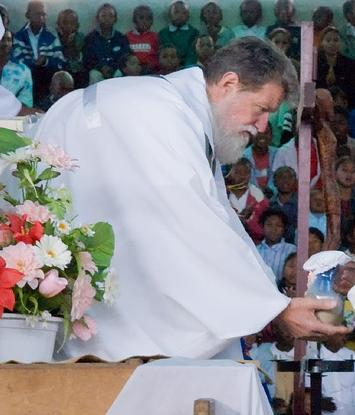
Pedro Opeka (2009)

Pater Pedro Opeka (* 29. Juni 1948 in Buenos Aires, Argentinien) ist ein katholischer Missionar.

## Leben und Werk
Pedro Opeka wurde als Sohn einer slowenischen Auswandererfamilie in einem Vorort von Buenos Aires geboren. Nach einer Maurerlehre bei seinem Vater entschied er sich mit fünfzehn Jahren für den Priesterberuf und besuchte das örtliche Seminar der Lazaristen. Mit zwanzig Jahren setzte er seine Ausbildung in Ljubljana, der Heimat seiner Eltern, in der damaligen Republik Jugoslawien, fort. Zwei Jahre später begab er sich erstmals nach Madagaskar, arbeitete als Maurer in Pfarreien der Lazaristen und ging dann mit dem Entschluss, Missionar zu werden, nach Paris, um dort sein Theologiestudium zu beenden. Von Paris knüpfte er Beziehungen zur Gemeinschaft von Taizé und unternahm Reisen in Europa. Am 28. September 1975 erhielt er in Buenos Aires die Priesterweihe und wurde dann einer Pfarrei in Vangaindrano im Südosten von Madagaskar zugewiesen.
1989 wurde er mit der Leitung eines Priesterseminars in Antananarivo, der Hauptstadt Madagaskars, betraut. Dort begann sein Engagement für die Obdachlosen und "Müllkinder" in den Elendsquartieren am Rand der Stadt. Noch im selben Jahr gründete er die humanitäre Vereinigung Akamasoa ("Gute Freunde" auf madagassisch) und richtete mit Unterstützung dieses Vereins in der Folgezeit in der Umgebung von Antananarivo fünf Siedlungszentren bestehend aus insgesamt siebzehn Dörfern ein, in denen mittlerweile über 20.000 Personen leben, davon rund 60 % Kinder unter 15 Jahren. In den Schulen der Akamasoa werden mehr als 12.500 Schulkinder täglich betreut und mit einer warmen Mahlzeit versorgt, allein für diesen Teller Reis müssen wöchentlich 10.000 kg Reis zur Verfügung gestellt werden.
Sein Verein unterhält heute 72 Schulen, drei Mittelschulen, ein Gymnasium mit insgesamt 280 festangestellten Lehrkräften. Über 3.000 einstöckige Ziegelsteinhäuser sind in 17 Jahren errichtet worden, 40 Ärzte arbeiten in Akamasoa und in anderen, vom Verein betreuten Dörfern im ganzen Land.
Er betreibt das größte Fußballstadion des Landes und besitzt das modernste Krankenhaus Madagaskars. Pedro Opeka setzt sich außerdem für den Umweltschutz ein, bspw. durch Wiederaufforstungen in dem vom Raubbau gekennzeichneten Land.
Über sein Leben sind mehrere Bücher und Dokumentarfilme veröffentlicht worden, im Februar 2007 erschien auch eine deutsche Übersetzung seiner Autobiographie. 2005 wurde er, ebenso wie zuvor Mutter Teresa, mit der World Service Medal ausgezeichnet. Im Oktober 2007 wurde er von der französischen Regierung zum Ritter der Ehrenlegion ernannt.
Im deutschen Sprachraum setzen sich für die Gemeinde Akamasoa vor allem ein: der Kiwanis Service Klub Austria ("Kärntner Dorf" in Akamasoa mit 88 Häusern und einem Krankenhaus), die Kiwanis Foundation International, der Münchner Verein "Madagaskar und wir e.V." und die Schulen der Stadt Wunstorf bei Hannover.

## Auszeichnungen
Für seine Errungenschaften und 40-jährige Arbeit in den Krisengebieten wurde Pedro Opeka vom Verein Madagaskar und Wir e.V. ausgezeichnet. 2005 erhielt er die Verdienstmedaille "World Service Medal" von Kiwanis International, die ihm auf Hawaii überreicht wurde. Außerdem wurde er 2007 für seinen unermüdlichen Einsatz vom französischen Staatspräsidenten zum Chevalier de la Légion d’Honneur ernannt.
2009 bekam er die höchstmögliche nationale Auszeichnung Sloweniens. 2010 wurde ihm vom Papst Benedikt XVI. der Kardinal-Nguyen-Van-Thuan-Menschenrechtspreis verliehen. 2011 erhielt er den großen Verdienstorden der Republik Madagaskar. 2012 bekam er von der Präsidentin der französischen Region "Vendée", Mme. Jacqueline Roy, die Goldmedaille der "Ligue Universelle du Bien Public", überreicht.

## Veröffentlichungen über Pedro Opeka
- Pedro Opeka ("Père Pedro"), in Zusammenarbeit mit Carole Escaravage und Grégory Rung: Combattant de l'Esperance: autobiographie d'un insurgé. JC Lattès, Paris 2005, ISBN 2-7096-2718-3; deutsche Bearbeitung von Gérard Turbanisch: Kämpfer der Hoffnung - Wie ich den Kindern Madagaskars eine Zukunft gab, Ullstein, Berlin 2007, ISBN 978-3-550-07893-4.
- Anne Facérias & Daniel Facérias (Hrsg.): Abbé Pierre - Père Pedro, Pour un monde de justice et de paix. Presses de la renaissance, Paris 2004, ISBN 2-7509-0044-1 (Interviews und Gespräche mit Abbé Pierre)
- Denise Gault, "Père Pedro ou les collines du courage", 1994, 186 Seiten, Verlag Albin Michel, französisch
- Alain Scherrer, "Père Pedro de Manantenasoa", 1997, Verlag Amphora, ISBN 2-86739-084-2, französisch
- Pedro Opeka und Abbé Pierre, "Pour un monde de justice et de paix", 2004, Presses de la renaissance, ISBN 2-7509-0044-1, 224 Seiten, französisch
- Let's do it for the kids, Musik-CD des Kiwanis Education Programs, zu beziehen über die Marco Polo Help Foundation, www.marco-polo.cc
- Père Pedro - Journal de combat, éditions JC Lattès 2008
- L. de Gebhardt - Père Pedro - Au service des pauvres de Madagascar,  éditions Salvator 2014
- P.Lunel und Rijasolo - Akamasoa - Rèves d'enfants - 25 ans d'action du Père Pedro,  éditions du Rocher 2014
- P. Lunel und Père Pedro - Père Pedro - prophète des bidonvilles, éditions du Rocher 2013

## Dokumentarfilme
- Hilfe für Akamasoa, ZDF, aspekte, 30. März 2007, Video, 7:00 Min.
- Apostel der Müllmenschen, 28 Min., Regie: Mirko Bogataj, 2002, Gewinner des 12. Internationalen Film-Festivals von Čadca
- Ein Haus auf den Hügeln, Produktion: Steylmedien, Bayerisches Fernsehen, 1996
- Père Pedro – die Kleinsten meiner Brüder, Communauté du Chemin Neuf für netforgod.tv, 2012